# WTA Тур 2009
WTA Тур 2009 е 40-ият сезон от професионални турнири по тенис за жени, организиран от Женската тенис асоциация през 2009 г. Той включва четирите турнира от Големия шлем, всички турнири от категориите „Висши“ и „Международни“, Шампионата на WTA Тур и Шампионския турнир.

## График
Пълен списък на турнирите на Женската тенис асоциация през сезон 2009. Данните представят прогреса на състезателките от четвъртфиналната фаза.

### Легенда
| Голям шлем               |
| Категория „Висши“        |
| Категория „Международни“ |
| Шампионат на WTA Тур     |
| Шампионски турнир        |

### Януари
| Дата                | Турнир                                            | Шампионка                    | Резултат             | Финалистка                            | Полуфиналистки                      | Четвъртфиналистки                                                  |
| ------------------- | ------------------------------------------------- | ---------------------------- | -------------------- | ------------------------------------- | ----------------------------------- | ------------------------------------------------------------------ |
| 5 януари            | Бризбейн Интернешънъл 2009 Бризбейн, Австралия    | Виктория Азаренка            | 6–3, 6–1             | Марион Бартоли                        | Амели Моресмо Сара Ерани            | Ана Иванович Татяна Гарбин Олга Говорцова Луцие Шафаржова          |
| 5 януари            | Бризбейн Интернешънъл 2009 Бризбейн, Австралия    | А.-Л. Грьонефелд Ваня Кинг   | 3–6, 7–5, [10–5]     | Клаудия Янс Алиция Росолска           | Амели Моресмо Сара Ерани            | Ана Иванович Татяна Гарбин Олга Говорцова Луцие Шафаржова          |
| 5 януари            | Ей Ес Би класик 2009 Окланд, Нова Зеландия        | Елена Дементиева             | 6–4, 6–1             | Елена Веснина                         | Араван Резаи Ан Кеотавонг           | Шахар Пеер Едина Галовиц Аюми Морита Каролине Возняцки             |
| 5 януари            | Ей Ес Би класик 2009 Окланд, Нова Зеландия        | Натали Деши Мара Сантанджело | 4–6, 7–6(3), [12–10] | Н. Л. Вивес А. П. Сантоня             | Араван Резаи Ан Кеотавонг           | Шахар Пеер Едина Галовиц Аюми Морита Каролине Возняцки             |
| 12 януари           | Медибанк Интернешънъл Сидни 2009 Сидни, Австралия | Елена Дементиева             | 6–3, 2–6, 6–1        | Динара Сафина                         | Серина Уилямс Ай Сугияма            | Каролине Возняцки Агнешка Радванска Светлана Кузнецова Ализе Корне |
| 12 януари           | Медибанк Интернешънъл Сидни 2009 Сидни, Австралия | Су-Вей Хсие Шуай Пън         | 6–0, 6–1             | Натали Деши Кейси Делакуа             | Серина Уилямс Ай Сугияма            | Каролине Возняцки Агнешка Радванска Светлана Кузнецова Ализе Корне |
| 12 януари           | Мурила Хобарт Интернешънъл 2009 Хобарт, Австралия | Петра Квитова                | 7–5, 6–1             | Ивета Бенешова                        | Магдалена Рибарикова Виржини Разано | Мелинда Цинк Хисела Дулко Анастасия Павлюченкова Цветана Пиронкова |
| 12 януари           | Мурила Хобарт Интернешънъл 2009 Хобарт, Австралия | Хисела Дулко Флавия Пенета   | 6–2, 7–6(4)          | Альона Бондаренко Катерина Бондаренко | Магдалена Рибарикова Виржини Разано | Мелинда Цинк Хисела Дулко Анастасия Павлюченкова Цветана Пиронкова |
| 19 януари 26 януари | Аустрелиън Оупън 2009 Мелбърн, Австралия          | Серина Уилямс                | 6–0, 6–3             | Динара Сафина                         | Вера Звонарьова Елена Дементиева    | Марион Бартоли Йелена Докич К. С. Наваро Светлана Кузнецова        |
| 19 януари 26 януари | Аустрелиън Оупън 2009 Мелбърн, Австралия          | Серина Уилямс Винъс Уилямс   | 6–3, 6–3             | Даниела Хантухова Ай Сугияма          | Вера Звонарьова Елена Дементиева    | Марион Бартоли Йелена Докич К. С. Наваро Светлана Кузнецова        |

### Февруари
| Дата        | Турнир                                         | Шампионка                           | Резултат         | Финалистка                        | Полуфиналистки                       | Четвъртфиналистки                                               |
| ----------- | ---------------------------------------------- | ----------------------------------- | ---------------- | --------------------------------- | ------------------------------------ | --------------------------------------------------------------- |
| 2 февруари  | Фед Къп 2009                                   |                                     |                  |                                   |                                      |                                                                 |
| 9 февруари  | Газ дьо Франс 2009 Париж, Франция              | Амели Моресмо                       | 7–6(7), 2–6, 6–4 | Елена Дементиева                  | Серина Уилямс Йелена Янкович         | Емили Лоа Натали Деши Агнешка Радванска Ализе Корне             |
| 9 февруари  | Газ дьо Франс 2009 Париж, Франция              | Кара Блек Лизел Хубер               | 6–4, 3–6, [10–4] | Квета Пешке Лиса Реймънд          | Серина Уилямс Йелена Янкович         | Емили Лоа Натали Деши Агнешка Радванска Ализе Корне             |
| 9 февруари  | Патая Оупън 2009 Патая, Тайланд                | Вера Звонарьова                     | 7–5, 6–1         | Саня Мирза                        | Магдалена Рибарикова Шахар Пеер      | Шуай Пън Вера Душевина Тамарин Танасугарн Каролине Возняцки     |
| 9 февруари  | Патая Оупън 2009 Патая, Тайланд                | Ярослава Шведова Тамарин Танасугарн | 6–3, 6–2         | Юлия Бейгелцимер Виталия Дяченко  | Магдалена Рибарикова Шахар Пеер      | Шуай Пън Вера Душевина Тамарин Танасугарн Каролине Возняцки     |
| 16 февруари | Дубай шампионат 2009 Дубай, ОАЕ                | Винъс Уилямс                        | 6–4, 6–2         | Виржини Разано                    | Серина Уилямс Кая Канепи             | Ана Иванович Елена Дементиева Елена Веснина Вера Звонарьова     |
| 16 февруари | Дубай шампионат 2009 Дубай, ОАЕ                | Кара Блек Лизел Хубер               | 6–3, 6–3         | Мария Кириленко Агнешка Радванска |                                      | Ана Иванович Елена Дементиева Елена Веснина Вера Звонарьова     |
| 16 февруари | Селюлър Саут Къп 2009 Мемфис, САЩ              | Виктория Азаренка                   | 6–1, 6–3         | Каролине Возняцки                 | Ан Кеотавонг Сабине Лисицки          | Михаела Крайчек Марина Еракович Луцие Шафаржова Полин Парментие |
| 16 февруари | Селюлър Саут Къп 2009 Мемфис, САЩ              | Виктория Азаренка Каролине Возняцки | 6–1, 7–6(2)      | Юлияна Федак Михаела Крайчек      | Ан Кеотавонг Сабине Лисицки          | Михаела Крайчек Марина Еракович Луцие Шафаржова Полин Парментие |
| 16 февруари | Копа Колсанитас 2009 Богота, Колумбия          | Мария Х. М. Санчес                  | 6–3, 6–2         | Хисела Дулко                      | Едина Галовиц Патриция Майр          | Маша Зек Пешкирич Матилде Йохансон Й. Р. Олару Бетина Хосами    |
| 16 февруари | Копа Колсанитас 2009 Богота, Колумбия          | Н. Л. Вивес Мария Х. М. Санчес      | 7–5, 3–6, [10–7] | Хисела Дулко Флавия Пенета        | Едина Галовиц Патриция Майр          | Маша Зек Пешкирич Матилде Йохансон Й. Р. Олару Бетина Хосами    |
| 23 февруари | Абиерто Мехикано Телсел 2009 Акапулко, Мексико | Винъс Уилямс                        | 6–1, 6–2         | Флавия Пенета                     | Б. Захлавова-Стрицова Ивета Бенешова | Агнеш Савай Марет Ани Матилде Йохансон Петра Цетковска          |
| 23 февруари | Абиерто Мехикано Телсел 2009 Акапулко, Мексико | Н. Л. Вивес Мария Х. М. Санчес      | 6–4, 6–2         | Л. Д. Лино А. П. Сантоня          | Б. Захлавова-Стрицова Ивета Бенешова | Агнеш Савай Марет Ани Матилде Йохансон Петра Цетковска          |

### Март
| Дата            | Турнир                                 | Шампионка                         | Резултат         | Финалистка                           | Полуфиналистки                           | Четвъртфиналистки                                              |
| --------------- | -------------------------------------- | --------------------------------- | ---------------- | ------------------------------------ | ---------------------------------------- | -------------------------------------------------------------- |
| 2 март          | Монтерей Оупън 2009 Монтерей, Мексико  | Марион Бартоли                    | 6–4, 6–3         | На Ли                                | Ивета Бенешова Цзе Джън                  | Луцие Шафаржова Б. Захлавова-Стрицова Хисела Дулко Ваня Кинг   |
| 2 март          | Монтерей Оупън 2009 Монтерей, Мексико  | Натали Деши Мара Сантанджело      | 6–3, 6–4         | Ивета Бенешова Б. Захлавова-Стрицова | Ивета Бенешова Цзе Джън                  | Луцие Шафаржова Б. Захлавова-Стрицова Хисела Дулко Ваня Кинг   |
| 9 март 16 март  | БНП Париба Оупън 2009 Индиън Уелс, САЩ | Вера Звонарьова                   | 7–6(5), 6–2      | Ана Иванович                         | Виктория Азаренка Анастасия Павлюченкова | Динара Сафина Каролине Возняцки Сибиле Бамер Агнешка Радванска |
| 9 март 16 март  | БНП Париба Оупън 2009 Индиън Уелс, САЩ | Виктория Азаренка Вера Звонарьова | 6–4, 3–6, [10–5] | Хисела Дулко Шахар Пеер              | Виктория Азаренка Анастасия Павлюченкова | Динара Сафина Каролине Возняцки Сибиле Бамер Агнешка Радванска |
| 23 март 30 март | Сони Ериксон Оупън 2009 Маями, САЩ     | Виктория Азаренка                 | 6–3, 6–1         | Серина Уилямс                        | Винъс Уилямс Светлана Кузнецова          | На Ли Ивета Бенешова Каролине Возняцки Саманта Стосър          |
| 23 март 30 март | Сони Ериксон Оупън 2009 Маями, САЩ     | Светлана Кузнецова Амели Моресмо  | 4–6, 6–3, [10–3] | Квета Пешке Лиса Реймънд             | Винъс Уилямс Светлана Кузнецова          | На Ли Ивета Бенешова Каролине Возняцки Саманта Стосър          |

### Април
| Дата     | Турнир                                             | Шампионка                           | Резултат            | Финалистка                     | Полуфиналистки                      | Четвъртфиналистки                                                   |
| -------- | -------------------------------------------------- | ----------------------------------- | ------------------- | ------------------------------ | ----------------------------------- | ------------------------------------------------------------------- |
| 6 април  | Ем Пи Ес Груп шампионат 2009 Понте Ведра Бийч, САЩ | Каролине Вожняцки                   | 6–1, 6–2            | Александра Вожняк              | Надя Петрова Елена Веснина          | Альона Бондаренко Тамира Пашек Доминика Цибулкова Даниела Хантухова |
| 6 април  | Ем Пи Ес Груп шампионат 2009 Понте Ведра Бийч, САЩ | Чуан Чиа-Джун Саня Мирза            | 6–3, 4–6, [10–7]    | Квета Пешке Лиса Реймънд       | Надя Петрова Елена Веснина          | Альона Бондаренко Тамира Пашек Доминика Цибулкова Даниела Хантухова |
| 6 април  | Андалусия Тенис Икспириънс 2009 Марбеля, Испания   | Йелена Янкович                      | 6–3, 3–6, 6–3       | К. С. Наваро                   | Сорана Кърстя Анабел Медина Гаригес | Клара Закопалова Кая Канепи Сара Ерани Роберта Винчи                |
| 6 април  | Андалусия Тенис Икспириънс 2009 Марбеля, Испания   | Клаудия Янс Алиция Росолска         | 6–4, 3–6, [10–4]    | А. М. Гаригес В. Руано Паскуал | Сорана Кърстя Анабел Медина Гаригес | Клара Закопалова Кая Канепи Сара Ерани Роберта Винчи                |
| 13 април | Фемили Съркъл Къп 2009 Чарлстън, САЩ               | Сабине Лисицки                      | 6–2, 6–4            | Каролине Вожняцки              | Елена Дементиева Марион Бартоли     | Доминика Цибулкова Виржини Разано Мелинда Цинк Елена Веснина        |
| 13 април | Фемили Съркъл Къп 2009 Чарлстън, САЩ               | Бетани Матек Надя Петрова           | 6–7(5), 6–2, [11–9] | Лига Декмейере Пати Шнидер     | Елена Дементиева Марион Бартоли     | Доминика Цибулкова Виржини Разано Мелинда Цинк Елена Веснина        |
| 13 април | Барселона Лейдис Оупън 2009 Барселона, Испания     | Роберта Винчи                       | 6–0, 6–4            | Мария Кириленко                | К. С. Наваро Франческа Скиавоне     | Татяна Малек Мария Х. М. Санчес Луцие Шафаржова Анастасия Якимова   |
| 13 април | Барселона Лейдис Оупън 2009 Барселона, Испания     | Н. Л. Вивес Мария Х. М. Санчес      | 3–6, 6–2, [10–8]    | Сорана Кърстя Андрея Клепач    | К. С. Наваро Франческа Скиавоне     | Татяна Малек Мария Х. М. Санчес Луцие Шафаржова Анастасия Якимова   |
| 20 април | Фед Къп полуфинали                                 |                                     |                     |                                |                                     |                                                                     |
| 27 април | Порше Тенис Гран при 2009 Щутгарт, Германия        | Светлана Кузнецова                  | 6–4, 6–3            | Динара Сафина                  | Флавия Пенета Елена Дементиева      | Агнешка Радванска Йелена Янкович Хисела Дулко Марион Бартоли        |
| 27 април | Порше Тенис Гран при 2009 Щутгарт, Германия        | Бетани Матек Надя Петрова           | 5–7, 6–3, [10–7]    | Хисела Дулко Флавия Пенета     | Флавия Пенета Елена Дементиева      | Агнешка Радванска Йелена Янкович Хисела Дулко Марион Бартоли        |
| 27 април | Гран при на Мароко 2009 Фес, Мароко                | А. М. Гаригес                       | 6–0, 6–1            | Екатерина Макарова             | Мелинда Цинк Алиса Клейбанова       | Л. Д. Лино Луцие Храдецка Марта Домаховска Полона Херцог            |
| 27 април | Гран при на Мароко 2009 Фес, Мароко                | Алиса Клейбанова Екатерина Макарова | 6–4, 3–6, [10–4]    | Сорана Кърстя Мария Кириленко  | Мелинда Цинк Алиса Клейбанова       | Л. Д. Лино Луцие Храдецка Марта Домаховска Полона Херцог            |

### Май
| Дата         | Турнир                                             | Шампионка                              | Резултат         | Финалистка                      | Полуфиналистки                    | Четвъртфиналистки                                              |
| ------------ | -------------------------------------------------- | -------------------------------------- | ---------------- | ------------------------------- | --------------------------------- | -------------------------------------------------------------- |
| 4 май        | Рим Мастърс 2009 Рим, Италия                       | Динара Сафина                          | 6–3, 6–2         | Светлана Кузнецова              | Виктория Азаренка Винъс Уилямс    | Йелена Янкович Кая Канепи Мария Х. М. Санчес Агнешка Радванска |
| 4 май        | Рим Мастърс 2009 Рим, Италия                       | Су-Вей Хсие Шуай Пън                   | 7–5, 7–6(5)      | Даниела Хантухова Ай Сугияма    | Виктория Азаренка Винъс Уилямс    | Йелена Янкович Кая Канепи Мария Х. М. Санчес Агнешка Радванска |
| 4 май        | Ещорил Оупън 2009 Оейраш, Португалия               | Янина Викмайер                         | 7–5, 6–2         | Екатерина Макарова              | Шахар Пеер А.-Л. Грьонефелд       | Ярмила Грот Сорана Кърстя Сабине Лисицки Мария Кириленко       |
| 4 май        | Ещорил Оупън 2009 Оейраш, Португалия               | Р. Копс-Джоунс Абигейл Спиърс          | 2–6, 6–3, [10–5] | Шарън Фикман Каталин Мароши     | Шахар Пеер А.-Л. Грьонефелд       | Ярмила Грот Сорана Кърстя Сабине Лисицки Мария Кириленко       |
| 11 май       | Мадрид Мастърс 2009 Мадрид, Испания                | Динара Сафина                          | 6–2, 6–4         | Каролине Вожняцки               | Пати Шнидер Амели Моресмо         | Альона Бондаренко Йелена Янкович Агнеш Савай Вера Душевина     |
| 11 май       | Мадрид Мастърс 2009 Мадрид, Испания                | Кара Блек Лизел Хубер                  | 4–6, 6–3, [10–6] | Квета Пешке Лиса Реймънд        | Пати Шнидер Амели Моресмо         | Альона Бондаренко Йелена Янкович Агнеш Савай Вера Душевина     |
| 18 май       | Варшава Оупън 2009 Варшава, Полша                  | Александра Дюлгеру                     | 7–6(6), 3–6, 6–0 | Альона Бондаренко               | Ан Кеотавонг Даниела Хантухова    | Мария Шарапова Й. Р. Олару Галина Воскобоева Клара Закопалова  |
| 18 май       | Варшава Оупън 2009 Варшава, Полша                  | Р. Копс-Джоунс Б. Матек                | 6–1, 6–1         | Дзи Ян Цзе Чжън                 | Ан Кеотавонг Даниела Хантухова    | Мария Шарапова Й. Р. Олару Галина Воскобоева Клара Закопалова  |
| 18 май       | Интернасионо дьо Страсбург 2009 Страсбург, Франция | Араван Резаи                           | 7–6(2), 6–1      | Луцие Храдецка                  | Аюми Морита Виктория Кутузова     | Кристина Бароа Шуай Пън С. Коен-Алоро Моника Никулеску         |
| 18 май       | Интернасионо дьо Страсбург 2009 Страсбург, Франция | Натали Деши Мара Сантанджело           | 6–0, 6–1         | Клер Фойерщайн Стефани Форец    | Аюми Морита Виктория Кутузова     | Кристина Бароа Шуай Пън С. Коен-Алоро Моника Никулеску         |
| 24 май 1 юни | Ролан Гарос 2009 Париж, Франция                    | Светлана Кузнецова                     | 6–4, 6–2         | Динара Сафина                   | Саманта Стосър Доминика Цибулкова | Серена Уилямс Сорана Кърстя Мария Шарапова Виктория Азаренка   |
| 24 май 1 юни | Ролан Гарос 2009 Париж, Франция                    | Анабел Медина Гаригес В. Руано Паскуал | 6–1, 6–1         | Виктория Азаренка Елена Веснина | Саманта Стосър Доминика Цибулкова | Серена Уилямс Сорана Кърстя Мария Шарапова Виктория Азаренка   |

### Юни
| Дата          | Турнир                                           | Шампионка                     | Резултат          | Финалистка                     | Полуфиналистки                   | Четвъртфиналистки                                                     |
| ------------- | ------------------------------------------------ | ----------------------------- | ----------------- | ------------------------------ | -------------------------------- | --------------------------------------------------------------------- |
| 8 юни         | АЕГОН Класик 2009 Бирмингам, Великобритания      | М. Рибарикова                 | 6–0, 7–6(2)       | На Ли                          | Саня Мирза Мария Шарапова        | Урсула Радванска Мелинда Цинк Щефани Фьогеле Янина Викмайер           |
| 8 юни         | АЕГОН Класик 2009 Бирмингам, Великобритания      | Кара Блек Лизел Хубер         | 6–1, 6–4          | Р. Копс-Джоунс Абигейл Спиърс  | Саня Мирза Мария Шарапова        | Урсула Радванска Мелинда Цинк Щефани Фьогеле Янина Викмайер           |
| 15 юни        | АЕГОН Интернешънъл 2009 Ийстбърн, Великобритания | Каролине Вожняцки             | 7–6(5), 7–5       | Виржини Разано                 | Марион Бартоли Александра Вожняк | Агнешка Радванска А. М. Гаригес Екатерина Макарова Вера Душевина      |
| 15 юни        | АЕГОН Интернешънъл 2009 Ийстбърн, Великобритания | Акгул Аманмурадова Ай Сугияма | 6–4, 6–3          | Саманта Стосър Рене Стъбс      | Марион Бартоли Александра Вожняк | Агнешка Радванска А. М. Гаригес Екатерина Макарова Вера Душевина      |
| 15 юни        | Ордина Оупън 2009 Хертогенбош, Холандия          | Тамарин Танасугарн            | 6–3, 7–5          | Янина Викмайер                 | Динара Сафина Франческа Скиавоне | Даниела Хантухова Флавия Пенета Кристина Бароа Олга Говорцова         |
| 15 юни        | Ордина Оупън 2009 Хертогенбош, Холандия          | Сара Ерани Флавия Пенета      | 6–4, 5–7, [13–11] | Михаела Крайчек Янина Викмайер | Динара Сафина Франческа Скиавоне | Даниела Хантухова Флавия Пенета Кристина Бароа Олга Говорцова         |
| 22 юни 29 юни | Уимбълдън 2009 Лондон, Великобритания            | Серина Уилямс                 | 7–6(3), 6–2       | Винъс Уилямс                   | Динара Сафина Елена Дементиева   | Сабине Лисицки Агнешка Радванска Франческа Скиавоне Виктория Азаренка |
| 22 юни 29 юни | Уимбълдън 2009 Лондон, Великобритания            | Серина Уилямс Винъс Уилямс    | 7–6(4), 6–4       | Саманта Стосър Рене Стъбс      | Динара Сафина Елена Дементиева   | Сабине Лисицки Агнешка Радванска Франческа Скиавоне Виктория Азаренка |

### Юли
| Дата   | Турнир                                                  | Шампионка                             | Резултат          | Финалистка                            | Полуфиналистки                  | Четвъртфиналистки                                                           |
| ------ | ------------------------------------------------------- | ------------------------------------- | ----------------- | ------------------------------------- | ------------------------------- | --------------------------------------------------------------------------- |
| 6 юли  | Будапеща гран при 2009 Будапеща, Унгария                | Агнеш Савай                           | 2–6, 6–4, 6–2     | Пати Шнидер                           | Едина Галовиц Альона Бондаренко | Алиса Клейбанова Петра Мартич Тимеа Бачински Шахар Пеер                     |
| 6 юли  | Будапеща гран при 2009 Будапеща, Унгария                | Алиса Клейбанова Моника Никулеску     | 6–4, 7–6(5)       | Альона Бондаренко Катерина Бондаренко | Едина Галовиц Альона Бондаренко | Алиса Клейбанова Петра Мартич Тимеа Бачински Шахар Пеер                     |
| 6 юли  | Суидиш Оупън 2009 Бостад, Швеция                        | Мария Х. М. Санчес                    | 7–5, 6–4          | Каролине Возняцки                     | Флавия Пенета Хисела Дулко      | Мария Кириленко Алла Кудрявцева К. С. Наваро Доминика Цибулкова             |
| 6 юли  | Суидиш Оупън 2009 Бостад, Швеция                        | Хисела Дулко Флавия Пенета            | 6–2, 0–6, [10–5]  | Н. Л. Вивес Мария Х. М. Санчес        | Флавия Пенета Хисела Дулко      | Мария Кириленко Алла Кудрявцева К. С. Наваро Доминика Цибулкова             |
| 13 юли | Интернационали феминили ди Палермо 2009 Палермо, Италия | Флавия Пенета                         | 6–1, 6–2          | Сара Ерани                            | Татяна Гарбин А.-Л. Грьонефелд  | Араван Резаи Олга Говорцова Ярослава Шведова Пати Шнидер                    |
| 13 юли | Интернационали феминили ди Палермо 2009 Палермо, Италия | Н. Л. Вивес Мария Х. М. Санчес        | 6–1, 6–2          | Мария Коритцева Даря Кустова          | Татяна Гарбин А.-Л. Грьонефелд  | Араван Резаи Олга Говорцова Ярослава Шведова Пати Шнидер                    |
| 13 юли | Праг Оупън 2009 Прага, Чехия                            | Сибиле Бамер                          | 7–6(4), 6–2       | Франческа Скиавоне                    | Тимеа Бачински Ивета Бенешова   | Катерина Бондаренко К. С. Наваро Зарина Дияс Луцие Храдецка                 |
| 13 юли | Праг Оупън 2009 Прага, Чехия                            | Альона Бондаренко Катерина Бондаренко | 6–1, 6–2          | Ивета Бенешова Б. Захлавова-Стрицова  | Тимеа Бачински Ивета Бенешова   | Катерина Бондаренко К. С. Наваро Зарина Дияс Луцие Храдецка                 |
| 20 юли | Банка Копер Словения Оупън 2009 Порторож, Словения      | Динара Сафина                         | 6–7(5), 6–1, 7–5  | Сара Ерани                            | Алберта Брианти Щефани Фьогеле  | Мария Елена Камерин Камий Пин Р. де лос Риос Петра Мартич                   |
| 20 юли | Банка Копер Словения Оупън 2009 Порторож, Словения      | Юлия Гьоргес Владимира Ухлиржова      | 6–4, 6–2          | Камий Пин Клара Закопалова            | Алберта Брианти Щефани Фьогеле  | Мария Елена Камерин Камий Пин Р. де лос Риос Петра Мартич                   |
| 20 юли | Гащайн Лейдис 2009 Бад Гащайн, Австрия                  | Андреа Петкович                       | 6–2, 6–3          | Йоана Ралука Олару                    | Ализе Корне Ярослава Шведова    | Б. Захлавова-Стрицова Магдалена Рибарикова А.-Л. Грьонефелд Ивон Мойсбургер |
| 20 юли | Гащайн Лейдис 2009 Бад Гащайн, Австрия                  | Андреа Хлавачкова Луцие Храдецка      | 6–2, 6–4          | Татяна Малек Андреа Петкович          | Ализе Корне Ярослава Шведова    | Б. Захлавова-Стрицова Магдалена Рибарикова А.-Л. Грьонефелд Ивон Мойсбургер |
| 27 юли | Банк ъф дъ Уест класик 2009 Станфорд, САЩ               | Марион Бартоли                        | 6–2, 5–7, 6–4     | Винъс Уилямс                          | Саманта Стосър Елена Дементиева | Серина Уилямс Йелена Янкович Даниела Хантухова Мария Шарапова               |
| 27 юли | Банк ъф дъ Уест класик 2009 Станфорд, САЩ               | Серина Уилямс Винъс Уилямс Шуай Пън   | 6–4, 6–1          | Чан Юн-Джан Моника Никулеску          | Саманта Стосър Елена Дементиева | Серина Уилямс Йелена Янкович Даниела Хантухова Мария Шарапова               |
| 27 юли | Истанбул къп 2009 Истанбул, Турция                      | Вера Душевина                         | 6–0, 6–1          | Луцие Храдецка                        | Тимеа Бачински Андреа Петкович  | Урсула Радванска Анабел Медина Гаригес Марта Домаховска Олга Говорцова      |
| 27 юли | Истанбул къп 2009 Истанбул, Турция                      | Луцие Храдецка Рената Ворачова        | 2–6, 6–3, [12–10] | Юлия Гьоргес Пати Шнидер              | Тимеа Бачински Андреа Петкович  | Урсула Радванска Анабел Медина Гаригес Марта Домаховска Олга Говорцова      |

### Август
| Дата                  | Турнир                                 | Шампионка                      | Резултат         | Финалистка                        | Полуфиналистки                 | Четвъртфиналистки                                                      |
| --------------------- | -------------------------------------- | ------------------------------ | ---------------- | --------------------------------- | ------------------------------ | ---------------------------------------------------------------------- |
| 3 август              | Ел Ей шампионат 2009 Лос Анджелис, САЩ | Флавия Пенета                  | 6–4, 6–3         | Саманта Стосър                    | Сорана Кърстя Мария Шарапова   | Цзе Чжън Агнешка Радванска Урсула Радванска Вера Звонарьова            |
| 3 август              | Ел Ей шампионат 2009 Лос Анджелис, САЩ | Чуан Чиа-Джун Ян Дзи           | 6–0, 4–6, [10–7] | Мария Кириленко Агнешка Радванска | Сорана Кърстя Мария Шарапова   | Цзе Чжън Агнешка Радванска Урсула Радванска Вера Звонарьова            |
| 10 август             | Синсинати Мастърс 2009 Синсинати, САЩ  | Йелена Янкович                 | 6–4, 6–2         | Динара Сафина                     | Флавия Пенета Елена Дементиева | Ким Клейстерс Даниела Хантухова Каролине Возняцки Сибиле Бамер         |
| 10 август             | Синсинати Мастърс 2009 Синсинати, САЩ  | Кара Блек Лизел Хубер          | 6–3, 0–6, [10–2] | Н. Л. Вивес Мария Х. М. Санчес    | Флавия Пенета Елена Дементиева | Ким Клейстерс Даниела Хантухова Каролине Возняцки Сибиле Бамер         |
| 17 август             | Роджърс Къп 2009 Торонто, Канада       | Елена Дементиева               | 6–4, 6–3         | Мария Шарапова                    | Алиса Клейбанова Серина Уилямс | Йелена Янкович Агнешка Радванска Саманта Стосър Луцие Шафаржова        |
| 17 август             | Роджърс Къп 2009 Торонто, Канада       | Н. Л. Вивес Мария Х. М. Санчес | 2–6, 7–5, [11–9] | Саманта Стосър Рене Стъбс         | Алиса Клейбанова Серина Уилямс | Йелена Янкович Агнешка Радванска Саманта Стосър Луцие Шафаржова        |
| 24 август             | Пайлът пен 2009 Ню Хейвън, САЩ         | Каролине Возняцки              | 6–2, 6–4         | Елена Веснина                     | Амели Моресмо Флавия Пенета    | Светлана Кузнецова Анна Чакветадзе Магдалена Рибарикова Виржини Разано |
| 24 август             | Пайлът пен 2009 Ню Хейвън, САЩ         | Н. Л. Вивес Мария Х. М. Санчес | 6–2, 7–5         | Ивета Бенешова Луцие Храдецка     | Амели Моресмо Флавия Пенета    | Светлана Кузнецова Анна Чакветадзе Магдалена Рибарикова Виржини Разано |
| 31 август 7 септември | Ю Ес Оупън 2009 Ню Йорк, САЩ           | Ким Клейстерс                  | 7–5, 6–3         | Каролине Возняцки                 | Янина Викмайер Серина Уилямс   | Катерина Бондаренко Мелани Удин На Ли Флавия Пенета                    |
| 31 август 7 септември | Ю Ес Оупън 2009 Ню Йорк, САЩ           | Серина Уилямс Винъс Уилямс     | 6–2, 6–2         | Кара Блек Лизел Хубер             | Янина Викмайер Серина Уилямс   | Катерина Бондаренко Мелани Удин На Ли Флавия Пенета                    |

### Септември
| Дата         | Турнир                                 | Шампионка                           | Резултат            | Финалистка                           | Полуфиналистки                   | Четвъртфиналистки                                                    |
| ------------ | -------------------------------------- | ----------------------------------- | ------------------- | ------------------------------------ | -------------------------------- | -------------------------------------------------------------------- |
| 14 септември | Гуанджоу Оупън 2009 Гуанджоу, Китай    | Шахар Пеер                          | 6–3, 6–4            | Алберта Брианти                      | Аюми Морита Шуай Пън             | Анастасия Севастова Олга Савчук Александра Панова Чан Юн-Джан        |
| 14 септември | Гуанджоу Оупън 2009 Гуанджоу, Китай    | Олга Говорцова Татяна Пучек         | 3–6, 6–2, [10–8]    | Кимико Дате Сун Тянтян               | Аюми Морита Шуай Пън             | Анастасия Севастова Олга Савчук Александра Панова Чан Юн-Джан        |
| 14 септември | Бел Чалъндж 2009 Квебек, Канада        | Мелинда Цинк                        | 4–6, 6–3, 7–5       | Луцие Шафаржова                      | Александра Вожняк Юлия Гьоргес   | Надя Петрова Алла Кудрявцева Б. Матек Лилия Остерло                  |
| 14 септември | Бел Чалъндж 2009 Квебек, Канада        | Ваня Кинг Б. Захлавова-Стрицова     | 6–1, 6–3            | София Арвидсон Северин Бремон        | Александра Вожняк Юлия Гьоргес   | Надя Петрова Алла Кудрявцева Б. Матек Лилия Остерло                  |
| 21 септември | Корея Оупън 2009 Сеул, Южна Корея      | Кимико Дате                         | 6–3, 6–3            | А. М. Гаригес                        | Мария Кириленко А.-Л. Грьонефелд | Даниела Хантухова Вера Душевина Чан Юн-Джан Магдалена Рибарикова     |
| 21 септември | Корея Оупън 2009 Сеул, Южна Корея      | Чан Юн-Джан Абигейл Спиърс          | 6–3, 6–4            | Карли Гъликсън Никол Крис            | Мария Кириленко А.-Л. Грьонефелд | Даниела Хантухова Вера Душевина Чан Юн-Джан Магдалена Рибарикова     |
| 21 септември | Ташкент Оупън 2009 Ташкент, Узбекистан | Шахар Пеер                          | 6–3, 6–4            | Акгул Аманмурадова                   | Ярослава Шведова Олга Говорцова  | Моника Никулеску Щефани Фьогеле Даря Кустова Александра Панова       |
| 21 септември | Ташкент Оупън 2009 Ташкент, Узбекистан | Олга Говорцова Татяна Пучек         | 6–2, 6–7(1), [10–8] | Виталия Дяченко Екатерина Дзехалевич | Ярослава Шведова Олга Говорцова  | Моника Никулеску Щефани Фьогеле Даря Кустова Александра Панова       |
| 28 септември | Токио Оупън 2009 Токио, Япония         | Мария Шарапова                      | 5–2, о.             | Йелена Янкович                       | Агнешка Радванска На Ли          | Ивета Бенешова Магдалена Рибарикова Виктория Азаренка Марион Бартоли |
| 28 септември | Токио Оупън 2009 Токио, Япония         | Алиса Клейбанова Франческа Скиавоне | 6–4, 6–2            | Даниела Хантухова Ай Сугияма         | Агнешка Радванска На Ли          | Ивета Бенешова Магдалена Рибарикова Виктория Азаренка Марион Бартоли |

### Октомври
| Дата        | Турнир                                       | Шампионка            | Резултат | Финалистка                         | Полуфиналистки              | Четвъртфиналистки                                                |
| ----------- | -------------------------------------------- | -------------------- | -------- | ---------------------------------- | --------------------------- | ---------------------------------------------------------------- |
| 5 октомври  | Чайна Оупън 2009 Пекин, Китай                | Светлана Кузнецова   | 6–2, 6–4 | Агнешка Радванска                  | Марион Бартоли Надя Петрова | Вера Звонарьова Елена Дементиева Анастасия Павлюченкова Шуай Пън |
| 5 октомври  | Чайна Оупън 2009 Пекин, Китай                | Су-Вей Хсие Шуай Пън | 6–3, 6–1 | Алла Кудрявцева Екатерина Макарова | Марион Бартоли Надя Петрова | Вера Звонарьова Елена Дементиева Анастасия Павлюченкова Шуай Пън |
| 12 октомври | Дженерали Лейдис Линц 2009 Линц, Австрия     |                      |          |                                    |                             |                                                                  |
| 12 октомври | Дженерали Лейдис Линц 2009 Линц, Австрия     |                      |          |                                    |                             |                                                                  |
| 12 октомври | Ейч Пи Оупън 2009 Осака, Япония              |                      |          |                                    |                             |                                                                  |
| 12 октомври |                                              |                      |          |                                    |                             |                                                                  |
| 19 октомври | Купа на Кремъл 2009 Москва, Русия            |                      |          |                                    |                             |                                                                  |
| 19 октомври | Купа на Кремъл 2009 Москва, Русия            |                      |          |                                    |                             |                                                                  |
| 19 октомври | Люксембург Оупън 2009 Люксембург, Люксембург |                      |          |                                    |                             |                                                                  |
| 19 октомври |                                              |                      |          |                                    |                             |                                                                  |
| 26 октомври | Шампионат на WTA 2009 Доха, Катар            |                      |          |                                    |                             |                                                                  |
| 26 октомври | Шампионат на WTA 2009 Доха, Катар            |                      |          |                                    |                             |                                                                  |

### Ноември
| Дата      | Турнир                                 | Шампионка | Резултат | Финалистка | Полуфиналистки | Четвъртфиналистки |
| --------- | -------------------------------------- | --------- | -------- | ---------- | -------------- | ----------------- |
| 2 ноември | Шампионски турнир 2009 Бали, Индонезия |           |          |            |                |                   |
| 2 ноември | Шампионски турнир 2009 Бали, Индонезия |           |          |            |                |                   |